# スパルタカスII
『スパルタカスII』（原題：Spartacus: Vengeance）は、アメリカのstarzで2012年1月から放送されたニュージーランド制作の歴史スペクタクル（アクション）。テレビ・シリーズ『スパルタカス』の続篇にあたる第2期 全10話である。第三次奴隷戦争、いわゆる「スパルタクスの反乱」の前半を描く。剣闘士奴隷だったスパルタカスが仲間と共に、主人のバティアトゥスを殺してその剣闘士養成所から脱走したのち、ゲリラ的な戦闘を繰り返しながら、反乱軍を増強していくさまに焦点が当てられる。なお、主人公スパルタカスはアンディ・ホイットフィールドに代わり、リアム・マッキンタイアが演じた。日本では2012年7月よりスター・チャンネルにて独占放送された。
原題の Spartacus: Vengeance は「スパルタカス: 復讐」の意。
続編は第3期『スパルタカスIII　ザ・ファイナル』で、これが最終シーズンとなる。

## あらすじ
前期『スパルタカス』最終話でバティアトゥスの館から血みどろの脱走を果たした剣闘士たち反乱奴隷は、共和国人民の心に恐怖を植えつけ始める。法務官グラベル率いるローマ軍は、規模を拡大しつつある脱走奴隷の一団がこれ以上の被害をもたらすのを防ぐため、彼らが根城とするカプアの街へと派遣されるのだった。愛する妻を奴隷におとしめ、自らをも剣闘士奴隷にした仇敵グラベルに対し、スパルタカスは復讐を果たすべく最終決戦への道を進む。グラベルはスパルタカスを討伐しようとするが連敗を喫し、なかなか果たせない。
前王者、闘技場の神ガンニクスは金で雇われ、捕らえられたクリクススたちの処刑闘技会で戦うために戻ってくるが、結局スパルタカスらと行動を共にし、カプアの闘技場が崩れ落ちるなか反乱奴隷たちはからくも脱出する。
ウェスウィウス山で決戦のときを迎えたスパルタカスは、復讐を果たして私的な恨みを晴らすか、より大きな犠牲を払い、芽吹きつつある反乱軍が崩壊するのを押しとどめるかの選択を迫られることになる。

## 登場人物・キャスト
- スパルタカス（リアム・マッキンタイア）：小山力也
- ガンニクス（ダスティン・クレア）：東地宏樹
- クリクスス（マヌー・ベネット）：咲野俊介
- オエノマウス/ドクトーレ（ピーター・メンサー）：乃村健次
- ルクレティア/バティアトゥスの妻（ルーシー・ローレス）：田中敦子
- ソロニウス（クレイグ・ウォルシュ・ライトソン（英語版））：高瀬右光
- ナエウィア（シンシア・アダイ＝ロビンソン）：うえだ星子
- グラベル（グレイグ・パーカー（英語版））：山野井仁
- イリティア（ヴィヴァ・ビアンカ（英語版））：中司ゆう花
- アシュール（ニック・Ｅ・タラベイ（英語版））：
- ミラ（カトリーナ・ロー（英語版））：
- アグロン（ダニエル･フォイヤーリーグル（英語版））：
- セッピウス（トム・ホッブス）：
- セッピア（ハンナ・マンガン＝ローレンス（英語版））：
- ナシル（パナ・ヘマ・テイラー）：
- ウァリニウス（英語版）（ブレット・タッカー（英語版））：
- ドナール（ヒース・ジョーンズ）：
- ルーゴ（バリー・ダッフィールド）：
- マルクス/グラベルの部下（ルーク・ペグラー（英語版））：
- ティトゥス･バティアトゥス（ジェフリー・トーマス（英語版））：
- アルビニウス/イリティアの父（ケヴィン・Ｊ・ウィルソン（英語版））：
- ルキウス･カエリウス（ピーター・マッコーリー（英語版））：
- ザクサ（エレン・ホルマン）：
- ネメテス（ディッチ・デイビー）：

## サブタイトル
- 第1話 逃亡者 "Fugitivus"
- 第2話 この世のどこかで "A Place in This World"
- 第3話 ただ一人のために "The Greater Good"
- 第4話 追いつめられて "Empty Hands"
- 第5話 英雄の帰還 "Libertus"
- 第6話 選びし道 "Chosen Path"
- 第7話 戦士たちの誓い "Sacramentum"
- 第8話 復讐の価値 "Balance"
- 第9話 怪物 "Monsters"
- 第10話 神々の怒り "Wrath of the Gods"(最終話)

## アンディ・ホイットフィールドの降板と死、前篇の制作など
『スパルタカス』第1期は大好評を博し、シリーズ化されることになった。続編 第2期のクランクイン直前の2010年3月、主演のアンディ・ホイットフィールドが非ホジキンリンパ腫であることを公表、ドラマを降板して治療に専念していたが、2011年9月11日、18か月の闘病の末、40歳で死去した。
治療に専念するホイットフィールドの回復を待つ意味もあり、第2期制作を一時ストップさせた制作サイドは、かねてより温めていたプロットであるバティアトゥスの過去の物語を膨らませることで、前日譚ミニシリーズ全6話の『スパルタカス ゴッド・オブ・アリーナ』を制作したが、上記のとおりホイットフィールドの復帰はかなわず、『スパルタカス』はリアム・マッキンタイアを代役に立てて、本作第2期『スパルタカスII』以降の制作が続けられた。
ナエウィア役のレスリー・アン・ブラントも降板となった。彼女の契約関係と第2期制作の遅れがその理由で、ロサンゼルスに居を移し、仕事を始めた彼女に制作スケジュールを合わせられなくなったという。